# 自殺的歷史
過去人們對自殺的態度歷經了時間和不同的文化而有了多次的演變。

## 中世紀前到1700年
人類史上最早有文獻紀載的自殺者為恩培多克勒，而在他的哲學思想中也有提到死亡是生命的一種轉化，很有可能是這個想法導致了他的自殺。恩培多克勒最終跳入埃特納火山結束了生命。

該雕像名為「Ludovisi Gaul Killing Himself and His Wife」，圖中的這座雕像是原希臘化時期真品的複製版，展示於馬西莫浴場宮。

在多神信仰的文化中對於自殺的態度都很開放，例如：古羅馬宗教、古希臘宗教。
然而在西元452年的阿爾勒會議中出現了「若奴隸自殺不能降罪於主子」的聲明。在古希臘也有著一些引領了天主教徒對於自殺的仇視的思想家，如畢達哥拉斯及亞里斯多德。畢達哥拉斯認為世上能供人使用的靈魂是有限的，如果有人突然的死亡將會導致靈魂的分配失衡。而亞里斯多德則譴責自殺對於社會是有損的，社會將會損失該自殺者所能帶來的勞動力等資源。
在羅馬，自殺從不被定為一種犯罪行為，如果羅馬公民很想結束自己的生命的話，還能向元老院提出自殺申請。然而羅馬禁止以下三種人進行自殺：被控死罪的人、士兵以及奴隸，因為他們的自殺會造成國家蒙受損失。例如若一個被控死罪的人在審判前自殺了，羅馬政府就無法沒收他的財產，因此許多人選在審判前就自殺，這樣還能將財產留給自己的繼承人。然而圖密善在西元一世紀頒布了法令使得在審判前自殺的人的遺產無法被人繼承，才填補掉了此一漏洞。而士兵的自殺則會被視為逃兵處置；奴隸如果在購買後的六個月中就自殺的話現任主人就可以向前任的主人索討全額退款。
羅馬人非常欣賞「愛國」的自殺行為；若只是單純的戰死反而會被視作一種不榮譽的行為。而對於斯多葛主義者（一個源自希臘的哲學流派）來說，死亡就象徵著死者脫離了令人痛苦的現實世界，回歸自由一樣。例如小加圖的自殺：在輸掉塔普蘇斯戰役且格奈烏斯·龐培也死了之後，堅決不投降於尤利烏斯·凱撒而毅然決然地自殺，在羅馬人眼中便是一個十分「光榮的死亡」，即一個具有充分理由又不違背良心，不為一己之利的死亡。而塞內卡的死亡也被視作是一個「光榮的死亡」，儘管他是因為捲入了批索陰謀而被尼祿皇帝逼迫自殺的。然而馬克·安東尼的自殺卻不被認為是一場「光榮的死亡」，因為人們認為他是為了愛人而自殺的，意即是為了一己之利的。可見在羅馬人眼裡光榮的自殺和自私自利的自殺之間有著非常明顯的界線。
緊接著在中世紀，天主教會開始絕罰那些自殺未遂者，而自殺死亡者的遺體則會被丟在「受淨化後的」墳場外面。在此期間教會裡對於那些殉教者的行為算不算是自殺也展開了漫長的討論，例如那些在哥德華殉教中的死者算不算是罪人。1670年，路易十四對於自殺死亡者的處置方法發布了更嚴重的處罰條例：將死者遺體面部向著地面拖行著遊街示眾，最後把遺體掛在垃圾場上或著直接丟到垃圾堆裡，並且還要將死者的財產全數充公。

## 延伸閱讀
- Bähr, Andreas. "Between “Self-Murder” and “Suicide”: The Modern Etymology of Self-Killing." Journal of Social History 46.3 (2013): 620-632. Argues Suicide” is a modern concept--emerging in English in 1650s and in French and Spanish in late 18th century.
- Crocker, Lester G. "The discussion of suicide in the eighteenth century." Journal of the History of Ideas (1952): 13#1 pp 47–72.  online
- Gambotto, Antonella. . Australia: Broken Ankle Books. 2004. ISBN 978-0-9751075-1-5.
- Goeschel C. . Oxford University Press. 2009  [2020-04-26]. ISBN 978-0-19-953256-8. （原始内容存档于2020-07-17）..
- Healy, Róisín. "Suicide in early modern and modern Europe." Historical Journal 49.3 (2006): 903–919. online (the link is legit)
- Kästner, Alexander. "Saving Self-Murderers: Lifesaving Programs and the Treatment of Suicides in Late Eighteenth-Century Europe." Journal of Social History 46.3 (2013): 633–650.
- Laragy, Georgina. "'A Peculiar Species of Felony': Suicide, Medicine, and the Law in Victorian Britain and Ireland." Journal of Social History 46.3 (2013): 732–743.
- Merrick, Jeffrey. "Rescued from the river: attempted suicide in late eighteenth-century Paris." Histoire sociale/Social history 49.98 (2016): 27–47.  online
- Rosen, George. "History in the study of suicide." Psychological Medicine 1.4 (1971): 267–285.
- Vandekerckhove, Lieven. "The Decriminalization of Suicide in 18th Century Europe." European Journal of Crime, Criminal Law and Criminal Justice  vol. 6, no. 3, 1998, pp. 252–266. HeinOnline, online.
- Watt, Jeffrey Rodgers. From Sin to Insanity: Suicide in Early Modern Europe (2004)